# Уханський проєктний і науково-дослідний інститут вугільних технологій
Уханський проєктний і науково-дослідний інститут вугільних технологій (Wuhan Design & Research Institute of China Coal Technology & Engineering Group) WDRI — провідний проєктний та науково-дослідний вугільний інститут Китаю.

## Історія
WDRI засновано в 1954 році безпосередньо під управлінням колишнього Міністерства вугільної промисловості Китаю. Сьогодні входить до China Coal Technology & Engineering Group (CCTEG).

## Сучасність
Станом на 2013 р. WDRI має 720 працівників, у тому числі 630 технічного персоналу в різних галузях, в тому числі 80 професора, 200 старших інженерів і 260 сертифікованих інженерів.
Роботи WDRI охоплюють широкий спектр областей, в тому числі шахти, гірничі виробки і розрізи, вуглезбагачувальні фабрики, хімічне та гірниче машинобудування, передача електроенергії, а також модернізація та автоматизація машинобудування, залізничних, автодорожніх, комунальних доріг і мостів і тунелів , міжміського вугільного трубопровідного транспорту, водопостачання та очисних споруд, промислового і цивільного проєктування будівель і т. д.
За останні 60 років інститут виконав більше 100 проєктів генеральних планів копалень, спроєктовано понад 500 шахт і більше 50 вуглезбагачувальних фабрик в більш ніж 20 провінціях Китаю, містах і автономних районах по всій країні. Серед них є 29 шахт і збагачувальних фабрик мають виробничу потужність 5 млн т / або вище , 14 з яких виділяються з виробничою потужністю 10 Мт / або вище.
260 проєктів, здійснюваних цим інститутом були удостоєні відповідних нагород муніципального та державного рівня (Китаю).